# Juddha Shamsher Jang Bahadur Rana
Juddha Shamsher Jang Bahadur Rana (जुद्द समसेर जङ्गबहादुर राणा - Judha Samasera Jaṅgabahādura Rāṇā; Katmandu, 19 aprile 1875 – Dehradun, 23 novembre 1952) è stato un politico nepalese, Maharaja di Lambjang e Kaski, generale e Primo ministro del Nepal dal 1932 al 1945.
Apparteneva alla potente famiglia Rana, che ha tenuto le redini del governo nepalese dal 1846 al 1951.